# Ptochaula niphadopa
Ptochaula niphadopa är en fjärilsart som beskrevs av Edward Meyrick 1920. Ptochaula niphadopa ingår i släktet Ptochaula och familjen Immidae. Inga underarter finns listade.